# Morinville
Morinville es un pueblo canadiense situado en la provincia de Alberta.

## Superficie
Morinville tiene una superficie de 11,15 km².

## Demografía
En 2021, tenía 10 385 habitantes, una densidad poblacional de 931 hab./km², y 3981 viviendas.